# Tetramicra malpighiarum
Tetramicra malpighiarum J.A.Hern. & M.A.Díaz è una pianta della famiglia Orchidaceae, endemica di Cuba.
È l'unica specie epifita del genere Tetramicra e cresce esclusivamente su alberi del genere  Malpighia.